# Pido nunmuldo eobshi
No Blood No Tears (hangul: 피도 눈물도 없이, RR Pido nunmuldo eobshi) és una pel·lícula de comèdia d'acció neo-noir de Corea del Sud del 2002 dirigida per Ryoo Seung-wan.

## Argument
La maltractada mestressa d'un cap de colla es fa amiga d'una dona gran que condueix un taxi. Finalment, els dos inventen un pla per robar una bossa plena de diners, venjant-se en el procés.

## Repartiment
- Jeon Do-yeon... Soo-jin[3]
- Lee Hye-young... Gyung-sun
- Jung Jae-young... Dok-bul
- Ryoo Seung-bum... Chae Min-su
- Shin Goo... Kim Geum-bok
- Jung Doo-hong... Home mut
- Baek Il-seob... Bol-gom
- Kim Young-in ... Baek-gol
- Baek Chan-ki
- Lee Young-hoo
- Kim Su-hyeon... Ssek Ssek Yi
- Lee Mu-yeong
- Im Won-hee
- Ahn Gil-kang
- Lee Moon-sik... borratxo
- Ku Hye-ryeong
- Kim Il-woong
- Cheon Seong-hun
- Kim Jong-eon
- Lee Hong-pyo - camioner 2
- Gye Sung-yong - Detectiu Choi